# Podospora bifida
Podospora bifida är en svampart som beskrevs av N. Lundq. 1972. Podospora bifida ingår i släktet Podospora och familjen Lasiosphaeriaceae.  Arten är reproducerande i Sverige. Inga underarter finns listade i Catalogue of Life.